# Portrait du pape Pie VII
Le portrait du pape Pie VII (1742-1823) est un tableau peint en 1805 par le peintre français Jacques Louis David pour remercier le souverain pontife d'avoir assisté au couronnement de Napoléon Ier. Il est exposé au Louvre.

## Historique de l'œuvre
Le commanditaire semble être Fleurieu intendant général de la couronne, mais il n'est fait nulle part mention d'une commande. Le tableau est peint aux Tuileries vers la fin février 1805 par le peintre en présence du modèle. Payé 10 000 francs, il est exposé à la galerie du Sénat, et ensuite accroché au musée Napoléon (ancien nom du musée du Louvre). Il est ensuite installé au château du Luxembourg en 1824 pour retrouver le Louvre en 1827.
David réalise trois répétitions dans son atelier du portrait assisté d'un de ses élèves (probablement George Rouget), deux sont commandées par Napoléon Ier, l'une est au musée du château de Fontainebleau et la seconde au musée du château de Versailles. La troisième version d'atelier, probablement celle perdue depuis 1879, appartenant au peintre qui l'emporta avec lui lors de son exil à Bruxelles, et figurant dans l’inventaire après décès de l'artiste en février 1826 Répétition du portrait du pape Pie VII, retouchée par M. David, et restée dans la même famille depuis le XIXe siècle, est réapparue lors d'une vente publique en juillet 2015.
David se déclara satisfait d'avoir peint un empereur (Napoléon Ier) et un pape (Pie VII).

## Description
Le tableau est un format figure vertical, le pape est représenté en buste, assis sur un fauteuil à accoudoirs, au dossier de velours rouge et brodé d'or, contrastant avec un fond brun foncé. L'expression du pape est directe, franche et paisible. Il est coiffé d'une calotte blanche. Il est habillé d'un rochet (tunique blanche) dont on voit les manches, d'un camail (sorte de pèlerine) de velours rouge bordé d'hermine, et d'une étole brodée d'or autour du cou. Son bras gauche est appuyé sur un accoudoir et sa main droite tient une feuille de papier où sont inscrits les mots Pio VII Bonarium Artium Patron. Le tableau est signé et daté en haut à gauche LUD. DAVID PARISIIS 1805. 
Considéré comme un des chefs-d’œuvre du maître, un de ceux où il atteint sa plus grande puissance, pour avoir fixé la vie sur la toile, l'expression est telle que le pontife semble suivre du regard le visiteur. Le pape est représenté dans une attitude pleine de simplicité ; le masque est plein de vie, d'un modelé puissant, d'un contour ferme. La tête est animée d'une expression de douceur et de résignation trop vraie pour n'avoir pas été saisie sur le vif. 
Selon Delécluze, un commentateur de David, le peintre aurait ainsi traduit son enthousiasme : « Comme il est simple et quelle belle tête il a. [...] Celui-là est un vraiment un pape : c'est un vrai prêtre ».

## Contexte historique
Napoléon Ier  a convié le pape Pie VII à Paris pour le couronner empereur. Le pape a accepté, dans l'espoir d'un règlement de désaccord sur le Concordat. La cérémonie est célébrée le 2 décembre 1804 à Notre-Dame de Paris, mais Napoléon se couronne lui-même, indiquant ainsi que son pouvoir vient de lui et non de Dieu. Cette scène est représentée dans un des principales œuvres de David, Le sacre de Napoléon.
Jacques Louis David, l'ancien révolutionnaire et régicide, semble avoir été littéralement subjugué par le pape Pie VII dont la simplicité et la profonde humanité l'impressionnèrent.
Pour brosser le portrait du pape, le peintre choisit de le représenter dans une attitude d'intériorité et non pas dans celle du plus puissant prélat de la chrétienté. Il le fera apparaître ainsi dans son tableau sur Le Sacre de Napoléon bénissant le mariage alors qu'il n'a été en réalité que simple spectateur, restant toute la cérémonie assis dans une attitude résignée.